# Pic de l'Infern

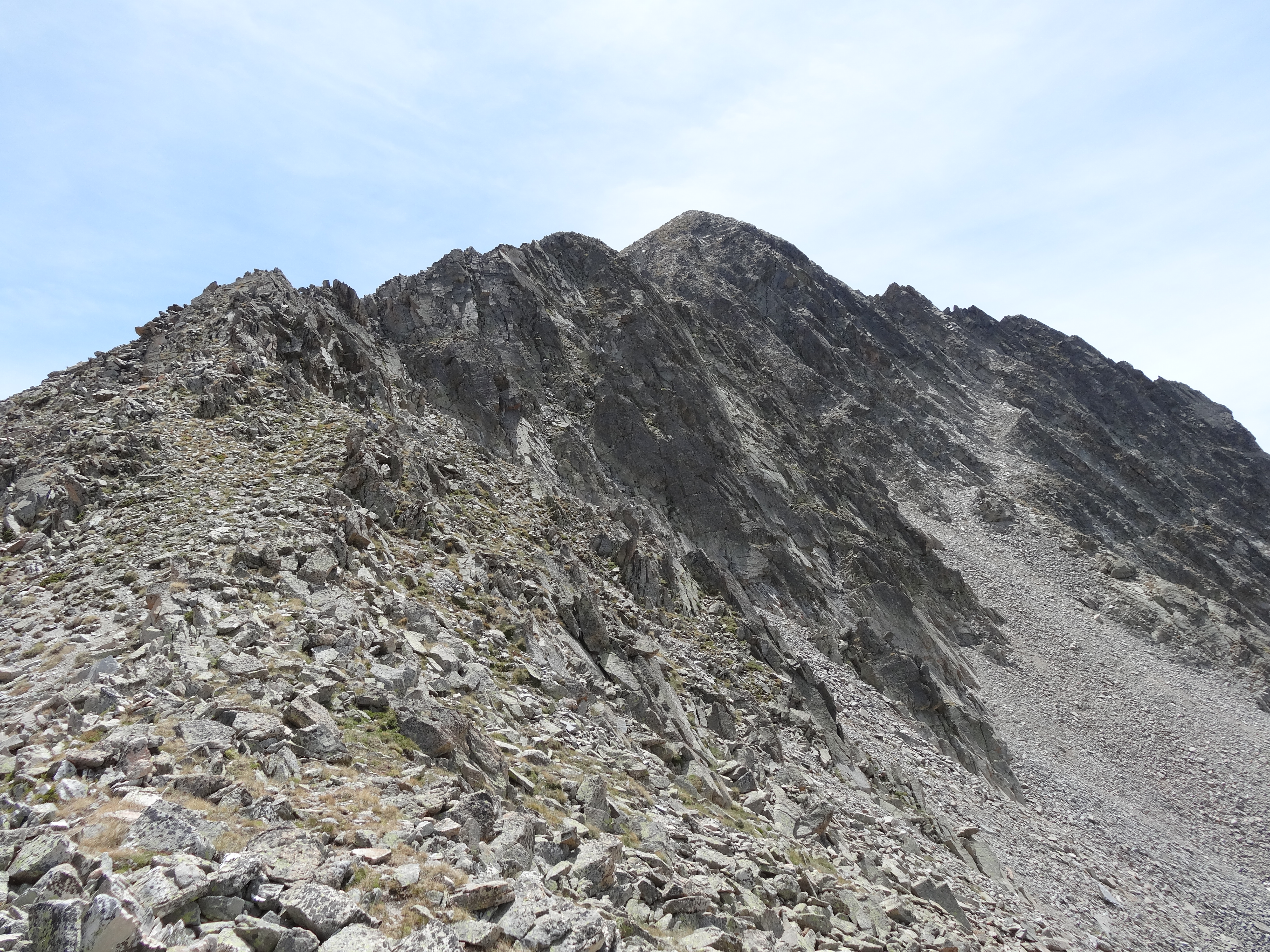
Cara nord del pic

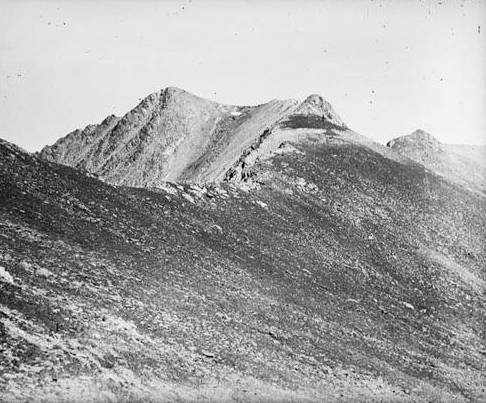
El pic de l'Infern des del pic de Freser (1917)

El Pic de l'Infern és una muntanya de 2.869,5 metres situada al Pirineu Oriental dins del terme comunal de Fontpedrosa, a la comarca del Conflent, de la Catalunya del Nord, però molt a prop del límit amb el municipi de Queralbs, de la del Ripollès. Domina la capçalera del circ dels llacs de Carançà, també dins la comarca del Conflent.
És a l'extrem sud del terme de Fontpedrosa, a prop al nord del Pic dels Gorgs (és habitual que sovint es confonguin els dos cims). És també a ponent del Pic de Freser i al nord-est dels Pics de la Vaca.
Aquest cim està inclòs al llistat dels 100 cims de la FEEC.
Sembla que el nom de Pic de l'Infern prové de la capacitat d'aquest cim, (separat de l'eix Bastiments-Pic del Freser per crestes retallades) per atreure els llamps en cas de tempesta elèctrica.

## Rutes
Una de les possibles rutes parteix des del refugi d'Ulldeter pujant el Coll de la Marrana.